# محمد طاهر پاشا
محمد طاهر پاشا (۱۸۷۹ – ۱۹۷۰) یک دکتر علوم سیاسی مصری با اصلیت ترکیه‌ای بود که پیشنهاد برگزاری بازیهای مدیترانه‌ای را داد و آن را بنیان نهاد. او سرپرست کمیته المپیک مصر و نیز عضو کمیسیون اجرایی کمیته بین‌المللی المپیک از سال ۱۹۵۲ تا ۱۹۵۷ بود.
طاهر پاشا کمیته‌های ملی المپیک کشورهای مدیترانه‌ای در المپیک تابستانی ۱۹۴۸ در لندن را قانع کرد که بازیهای مدیترانه‌ای را ایجاد کنند.